# Junonia melanina
Junonia melanina är en fjärilsart som beskrevs av Hall 1919. Junonia melanina ingår i släktet Junonia och familjen praktfjärilar. Inga underarter finns listade i Catalogue of Life.